# Chi Cỏ thi
Chi Cỏ thi (danh pháp khoa học: Achillea) là một chi của khoảng 85 loài thực vật có hoa thuộc họ Cúc (Asteraceae), nói chung được gọi là cỏ thi. Chúng có mặt ở châu Âu và các khu vực ôn đới của châu Á và một số ít loài ở Bắc Mỹ. Các loài thực vật này nói chung có các lá dạng diềm xếp nếp có lông và hương thơm.
Các loài cây này có các cụm hoa lớn và phẳng bao gồm nhiều hoa nhỏ mọc ở phía trên của thân cây. Các hoa có thể có màu trắng, vàng, da cam, đỏ hay hồng, tùy theo loài. Một loạt các loài là những cây mọc phổ biến trong vườn.
Tên gọi khoa học của chi này được đặt theo tên của một nhân vật trong thần thoại Hy Lạp là Achilles. Theo câu chuyện trong Illiad, các binh lính của Achilles đã sử dụng cỏ thi để điều trị các vết thương  Lưu trữ ngày 8 tháng 10 năm 2008 tại Wayback Machine.
Các loài trong chi Achillea bị ấu trùng của một số loài côn trùng thuộc bộ Cánh vẩy (Lepidoptera) phá hại - xem Danh sách các loài cánh vẩy phá hại cỏ thi.

## Các loài
- Achillea abrotanoides
- Achillea absinthoides
- Achillea acuminata: Cỏ thi lá răng cưa
- Achillea aegyptiaca
- Achillea ageratifolia: Cỏ thi Balkan, cỏ thi Hy Lạp
- Achillea ageratum, đồng nghĩa Achillea decolorans: Cỏ thi ngọt
- Achillea albinea
- Achillea aleppica
- Achillea alpina
- Achillea ambrosiaca
- Achillea apiculata
- Achillea arabica
- Achillea armenorum
- Achillea asiatica
- Achillea aspleniifolia
- Achillea atrata
- Achillea aucheri
- Achillea auriculata
- Achillea baikalensis
- Achillea barbeyana
- Achillea barrelieri
- Achillea biserrata
- Achillea boissieri
- Achillea brachyphylla
- Achillea bucharica
- Achillea callichroa
- Achillea cappadocica
- Achillea carpatica
- Achillea chamaecyparissus
- Achillea chamaemelifolia
- Achillea cheilanthifolia
- Achillea chrysocoma
- Achillea clavennae: Cỏ thi bạc
- Achillea clusiana
- Achillea clypeolata
- Achillea coarctata
- Achillea collina
- Achillea condensata
- Achillea conferta
- Achillea cretica
- Achillea crithmifolia
- Achillea cucullata
- Achillea cuneatiloba
- Achillea decolorans
- Achillea decumbens
- Achillea distans: Cỏ thi Alps
- Achillea erba-rotta: Cỏ thi thơm
- Achillea eriophora
- Achillea euxina
- Achillea falcata
- Achillea filipendulina: Cỏ thi lá dương xỉ
- Achillea formosa
- Achillea fraasii: Cỏ thi sặc sỡ
- Achillea fragrantissima
- Achillea goniocephala
- Achillea graja
- Achillea grandifolia
- Achillea gypsicola
- Achillea haussknechtii
- Achillea heterophylla
- Achillea holosericea
- Achillea horanszkyi
- Achillea huber-morathii
- Achillea illiczevski
- Achillea impatiens
- Achillea incognita
- Achillea inundata
- Achillea japonica
- Achillea karatavica
- Achillea kellalensis
- Achillea ketenoglui
- Achillea kotschyi
- Achillea laggeri
- Achillea latiloba
- Achillea ledebourii
- Achillea leptophylla
- Achillea leptophylloides
- Achillea lereschei
- Achillea ligustica: Cỏ thi Liguria
- Achillea lingulata
- Achillea lycaonica
- Achillea macrocephala
- Achillea macrophylla: Cỏ thi lá rộng
- Achillea magna
- Achillea magnifica
- Achillea maritima
- Achillea maura
- Achillea membranacea
- Achillea micrantha
- Achillea micranthoides
- Achillea millefolium: Cỏ thi, dương kỳ thảo, vạn diệp, cúc vạn diệp, xương cá
  - Achillea millefolium alpestris, đồng nghĩa Achillea sudetica
  - Achillea millefolium ceretanica
  - Achillea millefolium stricta
  - Achillea millefolium sudetica
- Achillea milliana
- Achillea mollis
- Achillea monocephala
- Achillea multifida
- Achillea nana: Cỏ thi nhỏ miền núi
- Achillea nigrescens
- Achillea nobilis: Cỏ thi kem
- Achillea obscura
- Achillea occulta
- Achillea ochroleuca
- Achillea odorata
- Achillea oligocephala
- Achillea oxyloba
- Achillea oxyodonta
- Achillea pachycephala
- Achillea phrygia
- Achillea pindicola
- Achillea pseudoaleppica
- Achillea pseudopectinata
- Achillea ptarmica: Cỏ thi hắt hơi
- Achillea ptarmicifolia
- Achillea ptarmicoides: Cỏ thi cánh hoa ngắn
- Achillea pyrenaica
- Achillea rhodoptarmica
- Achillea roseo-alba
- Achillea rupestris
- Achillea salicifolia: Cỏ thi lá liễu
- Achillea santolinoides
- Achillea schischkinii
- Achillea schmakovii
- Achillea schneideri
- Achillea schugnanica
- Achillea sedelmeyeriana
- Achillea seidlii
- Achillea sergievskiana
- Achillea setacea: Cỏ thi lá tơ
- Achillea sieheana
- Achillea sinensis
- Achillea sintenisii
- Achillea sipikorensis
- Achillea spinulifolia
- Achillea squarrosa
- Achillea stepposa
- Achillea styriaca
- Achillea submicrantha
- Achillea subtaurica
- Achillea talagonica
- Achillea taygetea
- Achillea tenuifolia
- Achillea teretifolia
- Achillea thracica
- Achillea tomentosa: Cỏ thi len
- Achillea tuzsonii
- Achillea umbellata
- Achillea valesiaca
- Achillea vermicularis
- Achillea virescens
- Achillea wilsoniana: Cỏ thi Wilson, cỏ thi Vân Nam, xương cá

## Thư viện ảnh

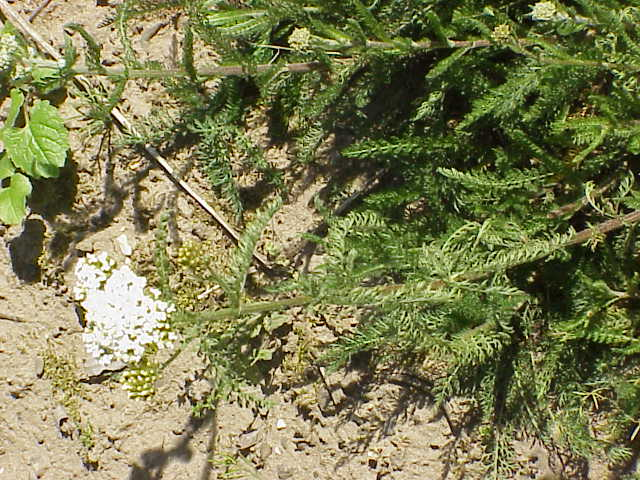
Achillea asplenifolia
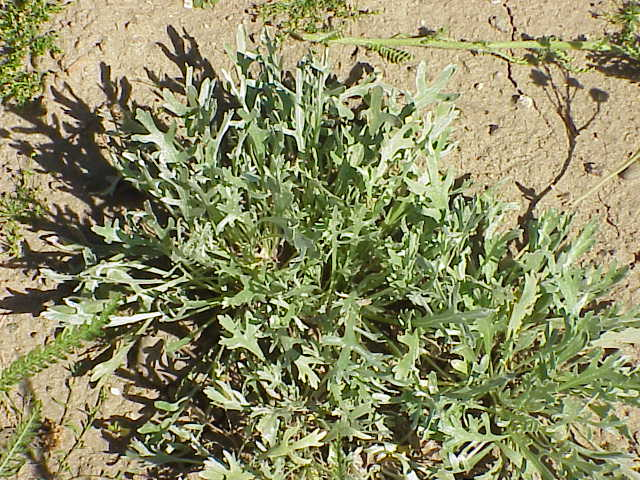
Cỏ thi bạc (Achillea clavenae)
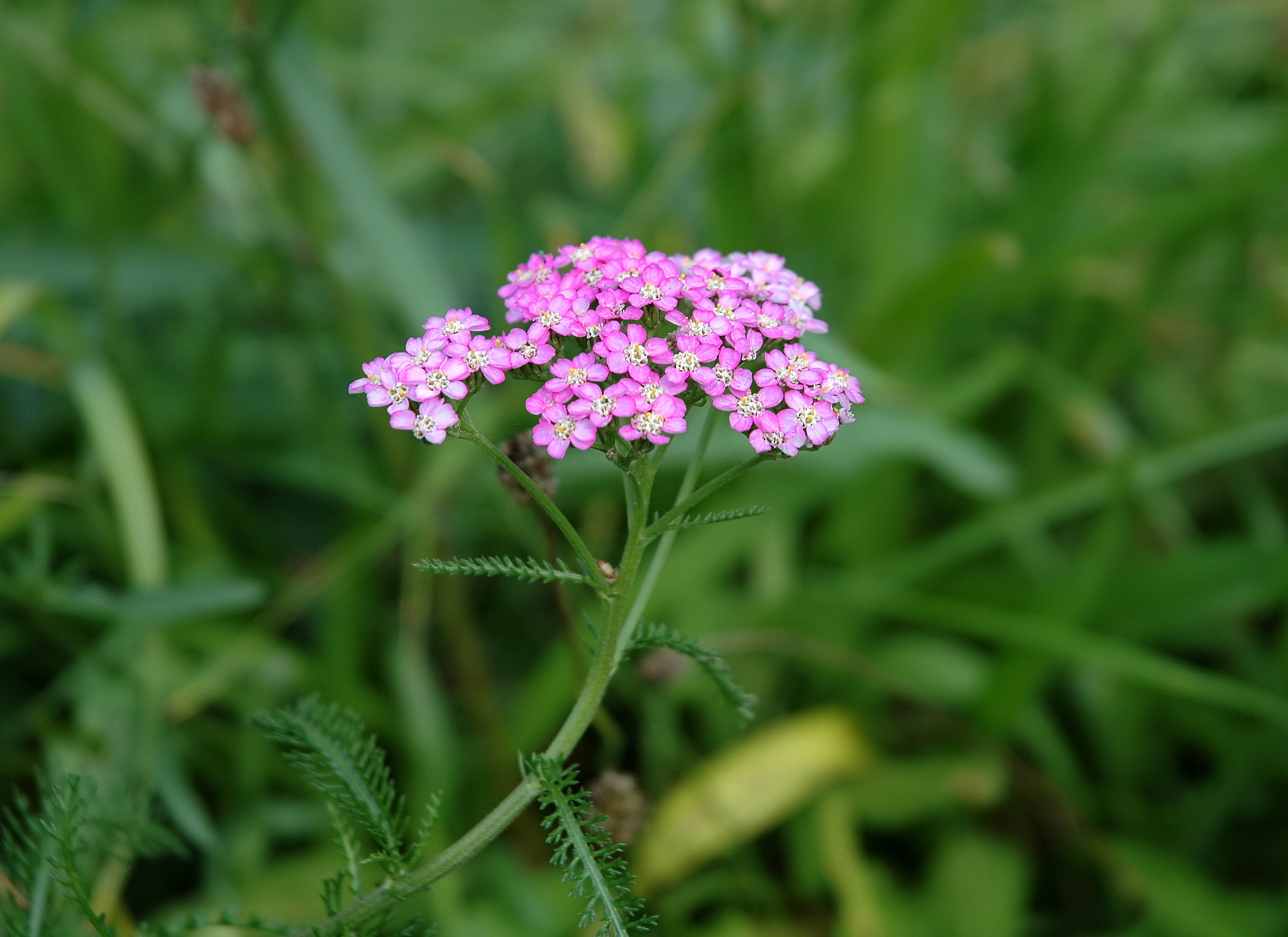
Cỏ thi tía
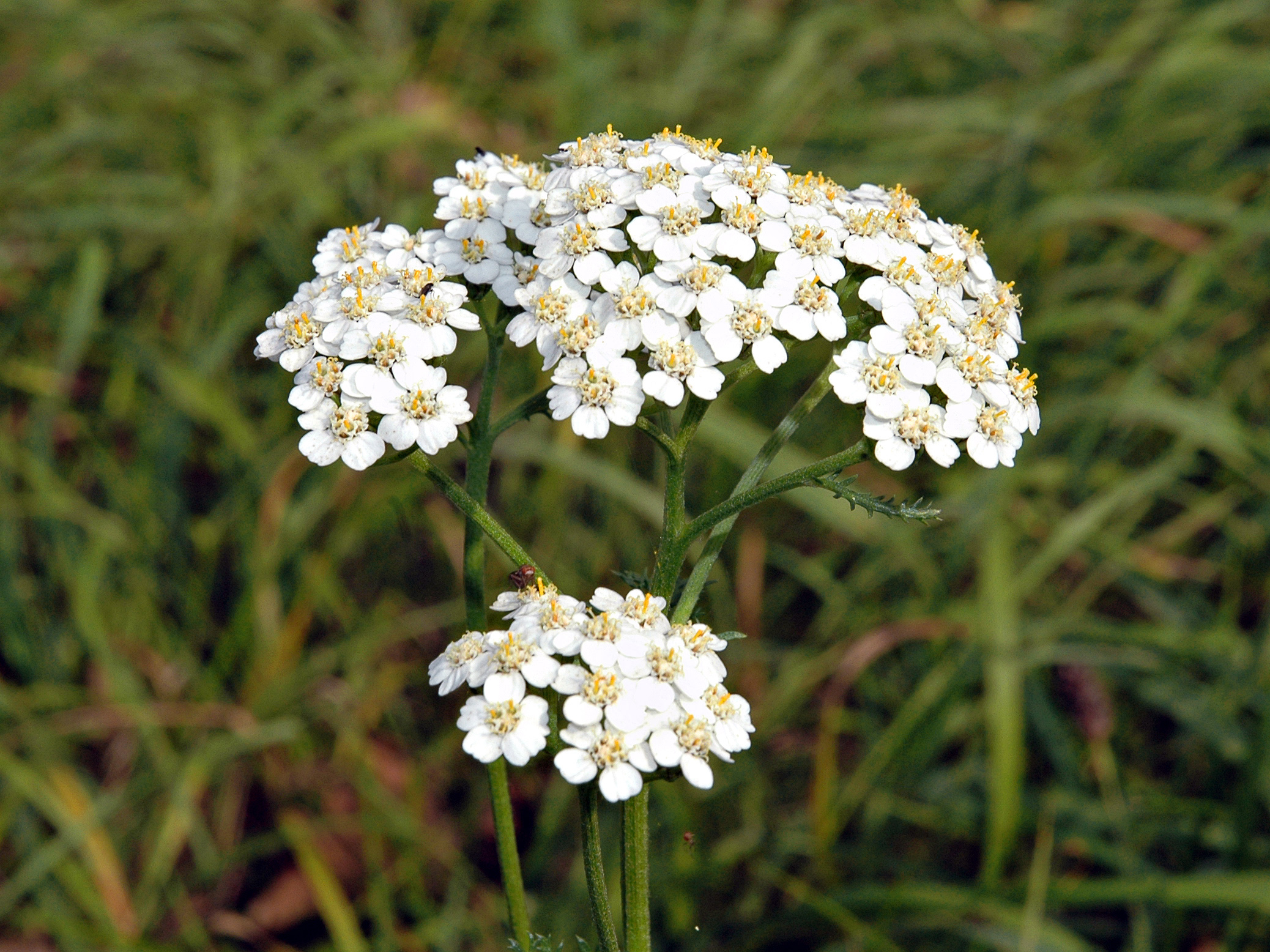
Cỏ thi trắng
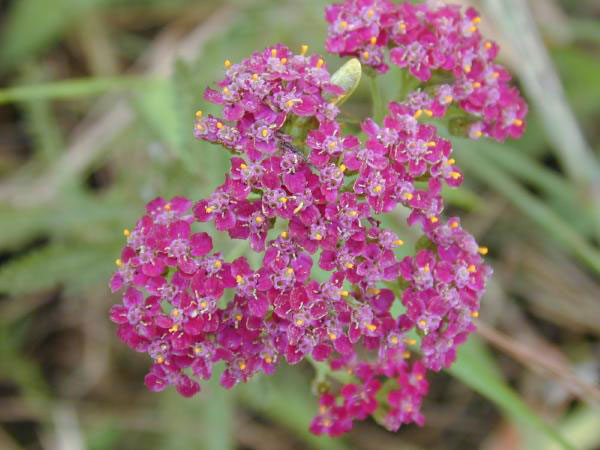
Cỏ thi (Achillea millefolium)
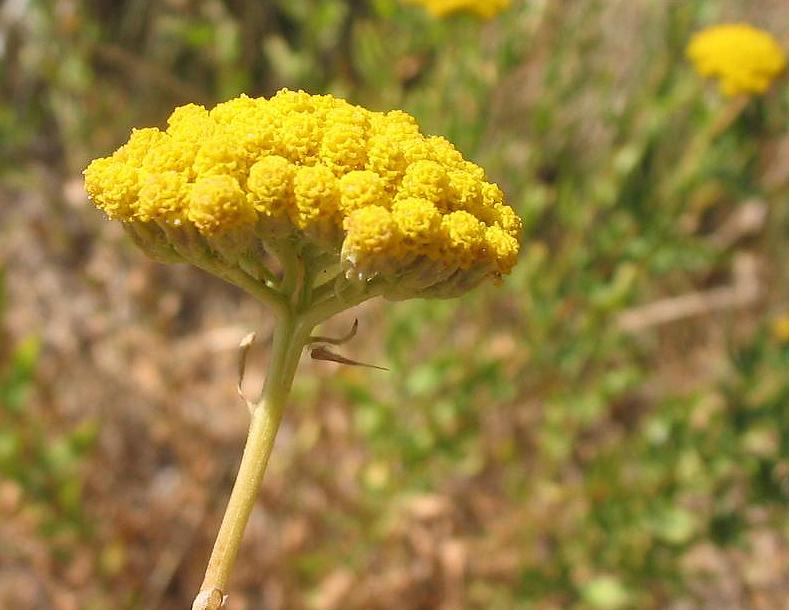
Cỏ thi ngọt (Achillea ageratum)
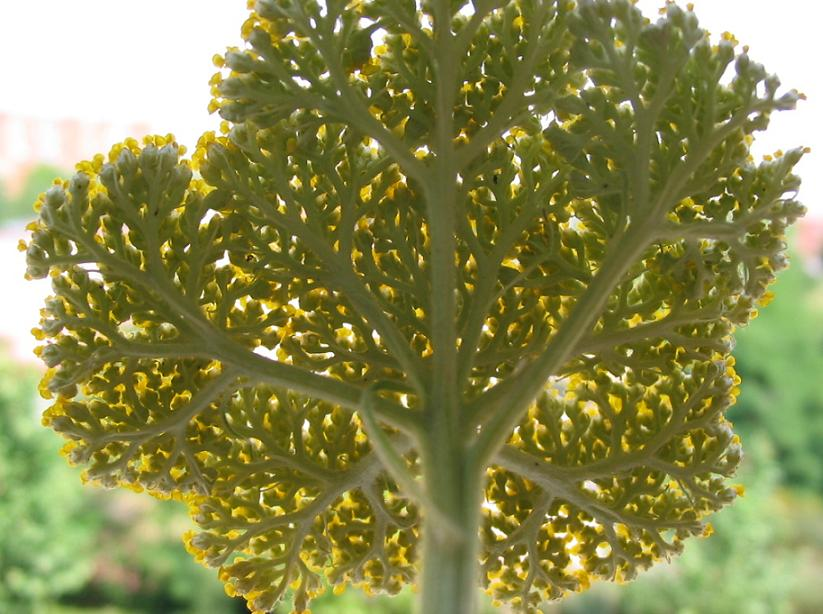
Cỏ thi lá dương xỉ (Achillea filipendula)